# 以色列步兵軍
以色列步兵軍是以色列國防軍的一個軍。 這是一個主要依靠步兵部隊的機動部隊。 它包括幾個正規軍和預備役部隊和旅，由以色列國防軍地區司令部指揮。許多以色列步兵配備IWI塔沃爾X95突擊步槍以及M4A1卡賓槍。

## 現役部隊
- 第1戈蘭尼步兵旅
- 第35傘兵旅
- 第84吉瓦提步兵旅
- 第89奧茲突擊旅
- 第900幼獅旅
- 第933納哈爾旅

## 預備部隊
- 第2步兵旅
- 第3步兵旅
- 第5步兵旅
- 第6步兵旅
- 第9步兵旅
- 第11突擊旅
- 第12步兵旅
- 第16步兵旅
- 第55傘兵旅
- 第261步兵旅
- 第226傘兵旅
- 第228步兵旅
- 第551傘兵旅
- 第646傘兵旅